# Campeonato Africano de Judo de 2002
El XIII Campeonato Africano de Judo se celebró en El Cairo (Egipto) entre el 4 y el 7 de octubre de 2002 bajo la organización de la Unión Africana de Judo.
En total se disputaron dieciséis pruebas diferentes, ocho masculinas y ocho femeninas.

## Resultados

### Masculino
| Evento            | Oro                        | Plata                      | Bronce                                                       |
| ----------------- | -------------------------- | -------------------------- | ------------------------------------------------------------ |
| –60 kg            | Omar Rebahi Argelia        | Makrem Ayed Túnez          | Jean-Claude Cameroun · Camerún · Chadi El-Daoua · Egipto     |
| –66 kg            | Anis Lunifi Túnez          | Amar Meridya Argelia       | Abdeluahed Idrisi Chorfi · Marruecos · Amin El-Hadi · Egipto |
| –73 kg            | Haizam El-Huseini · Egipto | Nuredin Yagubi Argelia     | Ferrid Kheder Túnez Bernard Mvondo Etoga Camerún             |
| –81 kg            | Salim Butabcha Argelia     | El-Sayed Abumedan · Egipto | Hasen Musa Túnez Safuan Ataf Marruecos                       |
| –90 kg            | Jaled Medah Argelia        | Adil Laknifi Marruecos     | Hesham Mesbah · Egipto · Rostand Melaping · Camerún          |
| –100 kg           | Basel El-Garbawi · Egipto  | Sadok Jalgui Túnez         | Sami Belgrun Argelia Justin Goosen Sudáfrica                 |
| +100 kg           | Islam El-Shehabi · Egipto  | Anis Chedli Túnez          | Steeve Nguema Ndong Gabón Mohamed Buaichaui Argelia          |
| Categoría abierta | Anis Chedli Túnez          | Basel El-Garbawi · Egipto  | Adil Belgaid Marruecos Rostand Melaping Camerún              |

### Femenino
| Evento            | Oro                              | Plata                       | Bronce                                                    |
| ----------------- | -------------------------------- | --------------------------- | --------------------------------------------------------- |
| –48 kg            | Chahnez Mbarki Túnez             | Dolly Moothoo Mauricio      | Soraya Hadad Argelia Ibtisam Zaui Marruecos               |
| –52 kg            | Hortence Diédhiou Senegal        | Hayet Ruini Túnez           | Ratiba Tariket Argelia Kautar Al-Andaqi Marruecos         |
| –57 kg            | Zohra Zemamta Argelia            | Karima Dhauadi Túnez        | Mariam Bangoura Gambia Judith Esseng Abolo Camerún        |
| –63 kg            | Saida Dhahri Túnez               | Zubida Buyacub Argelia      | Yasmin Sabra · Egipto · Henriette Moller · Sudáfrica      |
| –70 kg            | Lea Zahoui Blavo Costa de Marfil | Yusra Zribi Túnez           | Antónia Moreira Angola Honorine Mafeguim Camerún          |
| –78 kg            | Huda Ben Daya Túnez              | Mélanie Engoang Gabón       | Akissi Monney Costa de Marfil Christelle Okodombe Camerún |
| +78 kg            | Heba Hefny · Egipto              | Samira Chhab Marruecos      | Insaf Yahyaui Túnez                                       |
| Categoría abierta | Heba Hefny · Egipto              | Christelle Okodombe Camerún | Insaf Yahyaui Túnez Samira Chhab Marruecos                |

## Medallero
| Núm. | País            | Oro | Plata | Bronce | Total |
| ---- | --------------- | --- | ----- | ------ | ----- |
| 1    | Túnez           | 5   | 6     | 4      | 15    |
| 2    | Egipto          | 5   | 2     | 4      | 11    |
| 3    | Argelia         | 4   | 3     | 4      | 11    |
| 4    | Costa de Marfil | 1   | 0     | 1      | 2     |
| 5    | Senegal         | 1   | 0     | 0      | 1     |
| 6    | Marruecos       | 0   | 2     | 6      | 8     |
| 7    | Camerún         | 0   | 1     | 7      | 8     |
| 8    | Gabón           | 0   | 1     | 1      | 2     |
| 9    | Mauricio        | 0   | 1     | 0      | 1     |
| 10   | Sudáfrica       | 0   | 0     | 2      | 2     |
| 11   | Angola          | 0   | 0     | 1      | 1     |
| 11   | Gambia          | 0   | 0     | 1      | 1     |
|      | TOTAL           | 16  | 16    | 31     | 63    |